# Deniz Tanyeli
Deniz Tanyeli (pseudónimo da Efeminya Özmavridis, Istambul, 1939 — 13 de outubro de 2016) foi uma atriz turca. Ela era de origem grega.
Desde adolescente participou de muitos filmes de "Yeşilçam" (cinema turco) como "Yanık Ömer" (1952), "Yollarımız Ayrılıyor" (1954), "Izdırap Şarkısı" (1955), "Evlat Katili" (1955), "Meçhul Kadın" (1955), "Yaşlı Gözler" (1955), "Ana Hasreti" (1956), "Kalbimin Şarkısı" (1956), "Yayla Güzeli Gül Ayşe" (1956), "Yedi Köyün Zeynebi" (1956, protagonista), "Üç Yetimin Izdırabı" (1956), "İntikam Alevi" (1956), "Şehir Yıldızları" (1956), "Berduş" (1957, protagonista com Zeki Müren). Ela era casada com o cinegrafista turco Memduh Yükman.